# Der Husar auf dem Dach (Film)
Der Husar auf dem Dach (Originaltitel: Le Hussard sur le toit) ist ein französischer Historienfilm aus dem Jahr 1995. Er basiert auf dem gleichnamigen Roman von Jean Giono, der aus der Provence stammt.

## Handlung
Europa, 1832. Frankreich ist von der Cholera gezeichnet, Italien ist von den Österreichern besetzt. Der italienische Colonel Angelo Pardi versteckt sich in Frankreich vor österreichischen Soldaten. Von seiner Mutter zu Freiheitsliebe und Anstand erzogen, hatte er gegen die Besatzung gekämpft und ist nun auf der Suche nach weiterem Geld für den Freiheitskampf. Doch in den Städten der Provence herrscht die Cholera, und Häscher sind ihm auf den Fersen.
In Manosque trifft er auf Madame de Théus, die ihm spontan in ihrem Stadthaus Versteck gewährt. Lange schon wartet sie auf ihren Mann, einen Doktor, nun entscheidet sie sich wie Pardi, die von der Krankheit gezeichnete Stadt zu verlassen. Es gelingt den beiden, einige Straßensperren zu umgehen, und doch landen sie letzten Endes in einer gutbewachten Quarantänestation in einem Kloster. Hier harren auf engstem Raum viele Menschen zusammengepfercht aus, unter ihnen auch schon Erkrankte. Pardi legt Feuer, um in der daraufhin ausbrechenden Panik mit Madame de Théus zu fliehen.
Madame de Théus hat sich jedoch mit der Cholera angesteckt. Ihr Leben hängt am seidenen Faden, als die beiden auf ihrer Flucht in einem verlassenen Landhaus ihr Quartier aufschlagen. Pardi setzt sich über Scham und Anstand hinweg und rettet ihr mithilfe der Kur des Doktors das Leben.

## Hintergrund
Gedreht wurde der seinerzeit teuerste französische Film im Südosten Frankreichs, hauptsächlich in den provenzalischen Départements Vaucluse, Alpes-de-Haute-Provence und Bouches-du-Rhône.

## Kritiken
„Aufwendige Romanverfilmung, die sich eng an die Vorlage anlehnt und besonderen Wert auf eine sorgfältige Ausstattung legt“, befand der film-dienst. Zu sehen seien „drastische Bilder des Elends“, die „Bildern im Stil romantischer Naturmalerei“ gegenüberstünden. Die zentralen Themen blieben jedoch „Angst und Entfremdung“. Cinema nannte den Film ein „aufwendige[s] Kostümdrama in (alp-)traumhafter Endzeitstimmung“. Das Fazit lautete: „Romantisches Abenteuer in tollen Bildern“.

## Auszeichnungen
Bei der Verleihung des César 1996 war der Film in zehn Kategorien nominiert und konnte davon zwei, für den besten Ton und die beste Kamera, für sich entscheiden. Der Tonschnitt erhielt 1997 eine Auszeichnung der US-amerikanischen Toncutter-Vereinigung, das Kostümdesign erhielt eine Auszeichnung der italienischen Filmjournalisten.

## Synchronisation
| Rolle                         | Darsteller       | Synchronsprecher |
| ----------------------------- | ---------------- | ---------------- |
| Pauline de Théus              | Juliette Binoche | Bettina Redlich  |
| Angelo Pardi                  | Olivier Martinez | Florian Halm     |
| Monsieur Peyrolle             | Pierre Arditi    | Joachim Kerzel   |
| Arzt                          | François Cluzet  | Martin Umbach    |
| Hausierer                     | Jean Yanne       | Norbert Gastell  |
| Polizeikommissar von Manosque | Gérard Depardieu | Thomas Fritsch   |
| Maître Rigoard                | Daniel Russo     | Michael Rüth     |